# Роздоріжне
Роздорі́жне (до 1946 року - Скажениця) — село в Україні, в Золочівському районі Львівської області. Населення становить 14 осіб. Орган місцевого самоврядування - Поморянська селищна рада.